# Hounslow East (stanice metra v Londýně)
Hounslow East je stanice metra v Londýně, otevřená 2. května 1909 ačkoliv trať byla postavena v roce 1883. V letech 1903-1905 proběhla elektrifikace stanice. Autobusové spojení zajišťují linky 111 a H28. Stanice se nachází v přepravní zóně 4 a leží na lince:
- Piccadilly Line mezi stanicemi Hounslow Central a Osterley.

V minulosti stanice ležela na lince District Line.
| Rok  | Počet cestujících |
| ---- | ----------------- |
| 2011 | 4,27 mil          |
| 2012 | 4,17 mil          |
| 2013 | 4,34 mil          |
| 2014 | 4,67 mil          |